# Cancrinia pamirica
Cancrinia pamirica là một loài thực vật có hoa trong họ Cúc. Loài này được (O.Hoffm.) P.Poliakov mô tả khoa học đầu tiên năm 1959.